# 9K35 Strela-10
Das 9K35 „Strela-10“ (russisch Стрела Pfeil, NATO-Codename: SA-13 Gopher) ist ein sowjetisches Kurzstrecken-Flugabwehrsystem. Das System wurde zum Schutz mechanisierter Verbände entwickelt. Hauptziel ist die Bekämpfung tieffliegender Flugzeuge und Hubschrauber auf den Vormarschwegen. Es wird auf Brigadeebene eingesetzt.

## Entwicklung
Das System Strela-10 wurde als Nachfolger bzw. übergangsweise als Ergänzung der Strela-1 konzipiert. Die Entwicklung begann im Jahr 1969 im Konstruktionsbüro Nudelman (OKB-16). Die ersten Systeme wurden 1978 an die sowjetischen Landstreitkräfte ausgeliefert.

## Lenkwaffe
Die Lenkwaffen des Komplexes 9K35 tragen die Bezeichnung 9M37 und verwenden einen passiven Suchkopf, dessen Detektor im IR/UV-Bereich (3,5–5,0 µm und 0,3–0,8 µm) arbeitet. Die später eingeführten 9M37D- und 9M333-Lenkwaffen verfügen über einen verbesserten Spreng- und Suchkopf. Dieser Suchkopf ermöglicht auch die Bekämpfung von Zielen bei schlechtem Wetter oder in der Nacht. Ebenso können kleine frontal anfliegende Ziele bekämpft werden. Die Höchstgeschwindigkeit der Lenkwaffe beträgt rund Mach 1,8. Der vertikale Einsatzbereich der Lenkwaffe liegt bei 10 bis 3.500 m bei einem horizontalen Kampfbereich von 0,5 bis 5,2 km. Frontal anfliegende Luftziele können bis zu einer Fluggeschwindigkeit von 415 m/s bekämpft werden. Die maximale Fluggeschwindigkeit für die Bekämpfung eines abfliegenden Luftziels liegt bei 310 m/s. Die Zielverfolgung durch die Lenkwaffe erfolgt nach dem Prinzip der proportionalen Annäherung, d. h. die Elektronik errechnet die Winkelgeschwindigkeit des Ziels und sendet Steuerbefehle, um die Differenz auf Null zu bringen. Kommt das Flugziel in den Ansprechradius (3 m) des Näherungszünders, wird der Continuous-Rod-Sprengkopf gezündet. Dieser wiegt 5 kg und hat einen Sprengstoffanteil von 1,1 kg. Bei seiner Detonation erzeugt er Fragmente mit einem Gewicht von bis zu 9 Gramm, die mit einer Geschwindigkeit von rund 1.300 m/s expandieren. Bei einem Direkttreffer wird der Sprengkopf durch den Aufschlagzünder ausgelöst.
Die Lenkwaffen vom Typ 9M37D werden nach ihrer Ausmusterung infolge des Ablaufs ihrer Betriebsdauer zu Zielraketen Strela-10IWZ umgebaut und als Übungsziele für die Ausbildung der Luftverteidigungstruppen genutzt.

## Fahrzeug und Radar

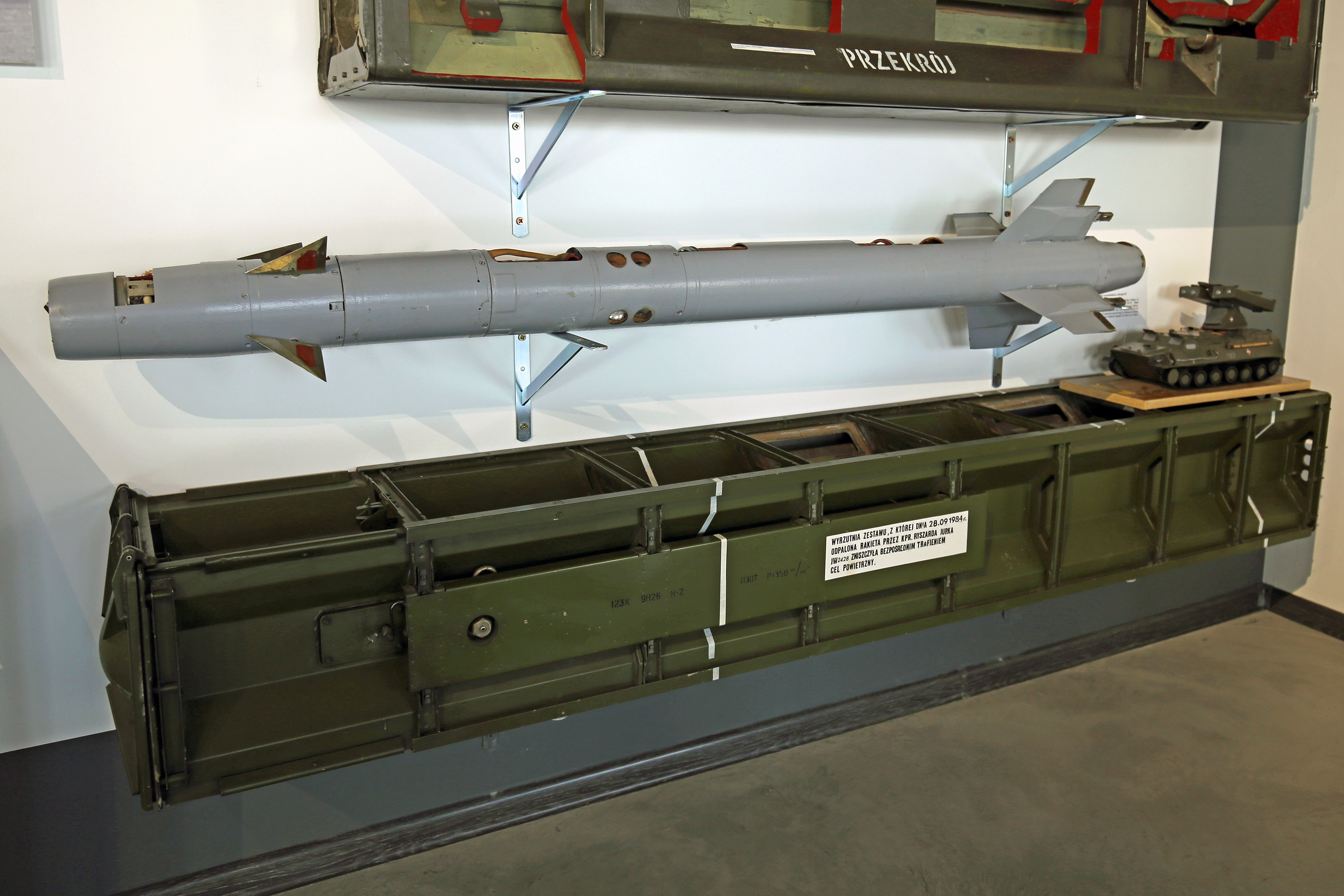
Lenkwaffe 9M37M

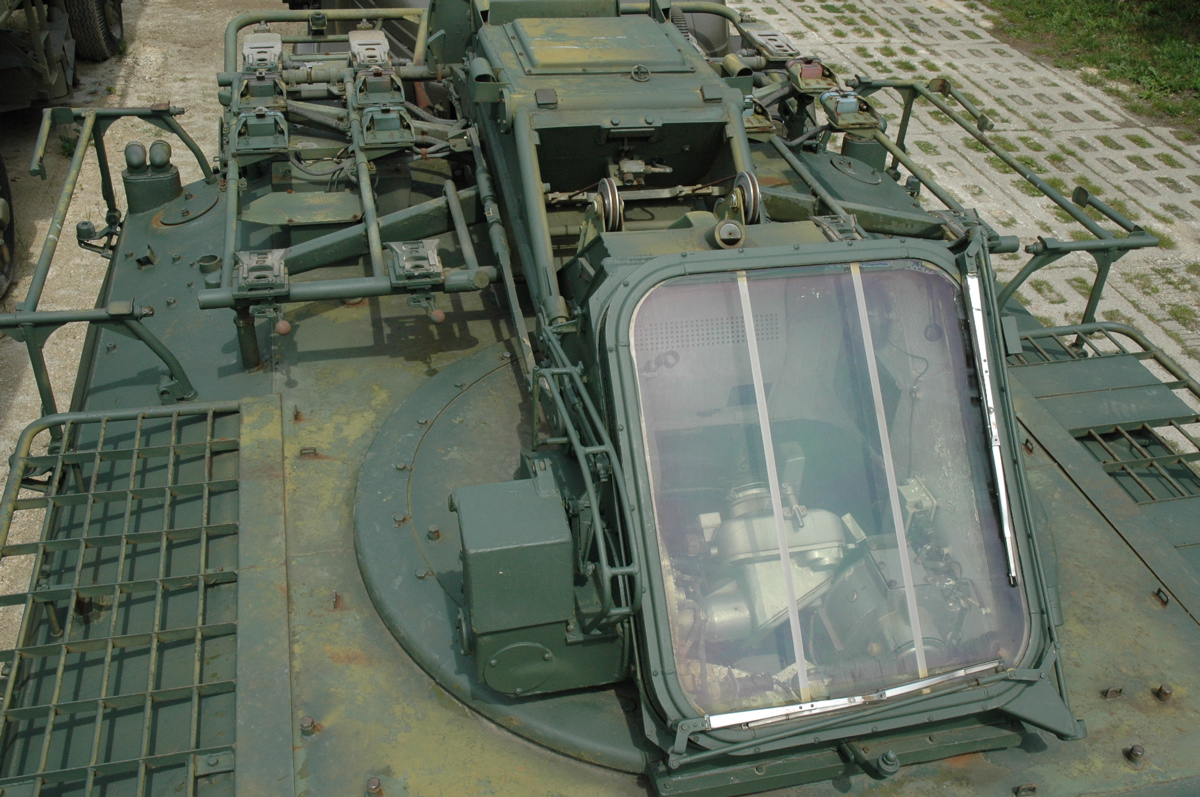
Plexiglasfenster des Richtschützen mit dem optischen Visier

Das Fahrzeug basiert auf dem Truppentransporter MT-LB. Es wurde nach den Einsatzgrundsätzen der sowjetischen Militärdoktrin gebaut, nach der die Fahrzeuge schwimmfähig und luftverlastbar sein sollten. Statt des kleinen Waffenturms mit einem 7,62-mm-MG wurde eine Werferanlage mit Radar aufgebaut. Dank der sehr breiten Ketten zeigt das Fahrzeug besonders im Schnee gute Fahreigenschaften. Der sehr geringe spezifische Bodendruck erlaubt auch Bewegung im tiefen Schnee oder Schlamm, ohne steckenzubleiben.
Auf dem Trägerfahrzeug ist ein um 360° drehbarer Turm mit vier Lenkwaffen in Startboxen montiert. Dieser wird in der Marschstellung zusammengeklappt, wobei die Startboxen flach auf dem Dach liegen. Im Turm befindet sich hinter einem Plexiglasfenster der Richtschütze mit dem optischen Visier. Ein 9S86-Radar (NATO-Codename: Snap Shot) ist zwischen den vier Startbehältern angebracht und dient zur Entfernungsmessung. Das Radar kann Flugziele auf eine Distanz von 0,43 bis 10,3 km verfolgen. Die maximale Abweichung in der Distanzmessung liegt bei 100 m und bei der Geschwindigkeitsmessung liegt die Genauigkeit bei 30 m/s. An jedem Fahrzeug sind vier passiv arbeitende 9S16-Radarempfänger (NATO-Codename: Flat Box) angebracht. Diese erfassen Emitter von Flugzeugen wie zum Beispiel Radar und Radarhöhenmesser. Die Zielerfassung erfolgt optisch durch den Richtschützen. Um die Treffererwartung zu erhöhen, wird im Einsatz meistens eine Salve von zwei Lenkwaffen auf ein Ziel abgefeuert.

## Versionen
- 9K35 Strela-10SW: 1. Serienversion eingeführt 1976 mit vier in Start- und Transportbehältern untergebrachten 9M37-Lenkwaffen.
- 9K35M Strela-10M: 2. Serienversion eingeführt 1979 mit modernisierter Elektronik und verbesserten 9M37M-Lenkwaffen.
- 9K35M2 Strela-10M2: 3. Serienversion eingeführt 1981 mit Radarantenne „Snap Shot“ (9S86) zur Distanzmessung.
- 9K35M3 Strela-10M3: 4. Serienversion eingeführt 1989 mit neuer Elektronik und neuen 9M333-Lenkwaffen.
- 9K35M3-K Strela-10M3-K: Strela-10M3 installiert auf einem BTR-60PB. Nur Prototyp, erstmals vorgestellt auf der Ausstellung MAKS-2007.
- 9K35M4 Strela 10M4: Modernisierte Version der Firma Tetraedr. Mit neuem elektro-optischen Zielsystem mit automatischer Zielerfassung.
- 9K35MN Strela 10MN: Modernisierte Version der 9K35M4 mit integriertem Nachtsichtmodus.[5]

## Ladevorgang

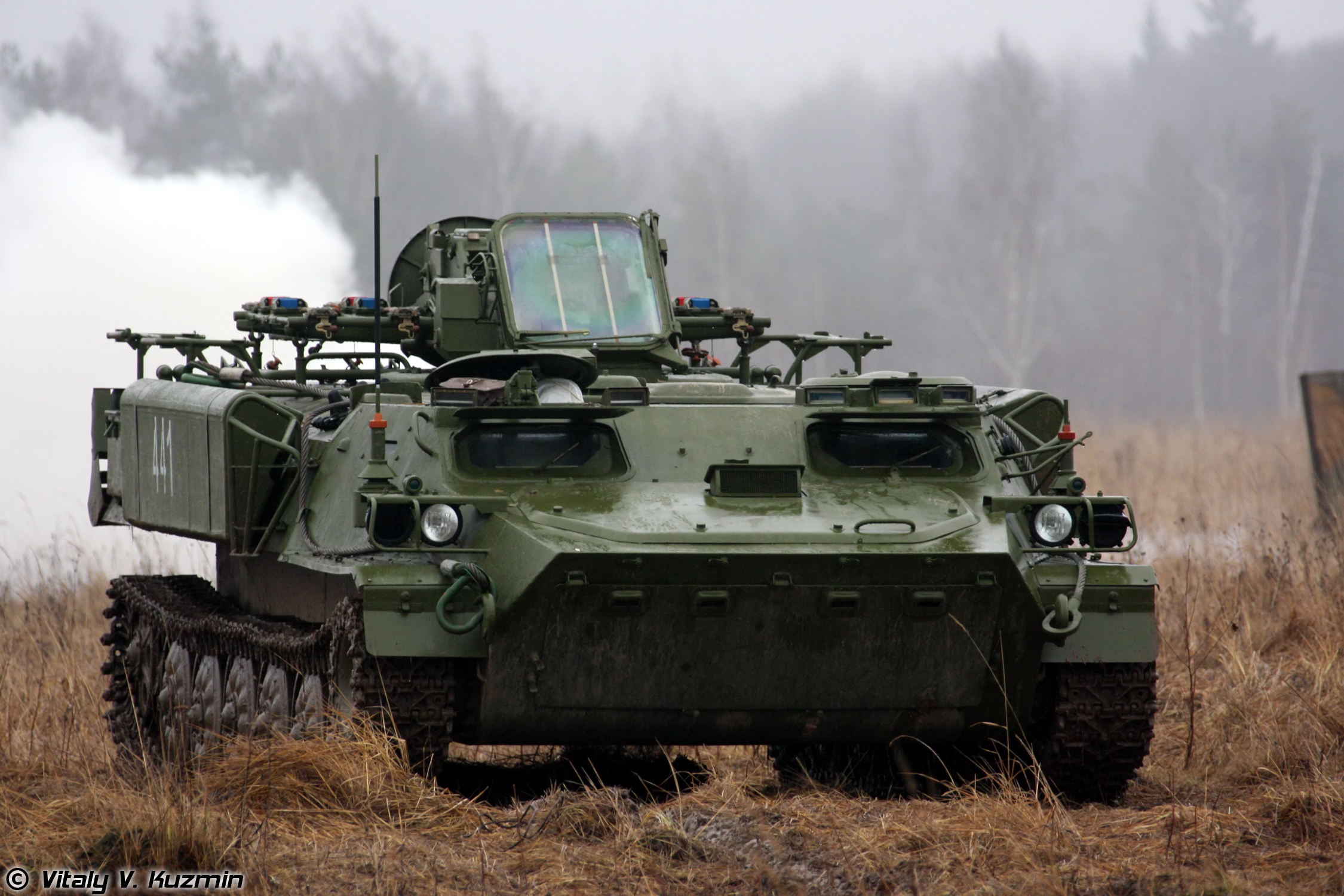
Eingeklappte Waffenanlage ohne Raketen
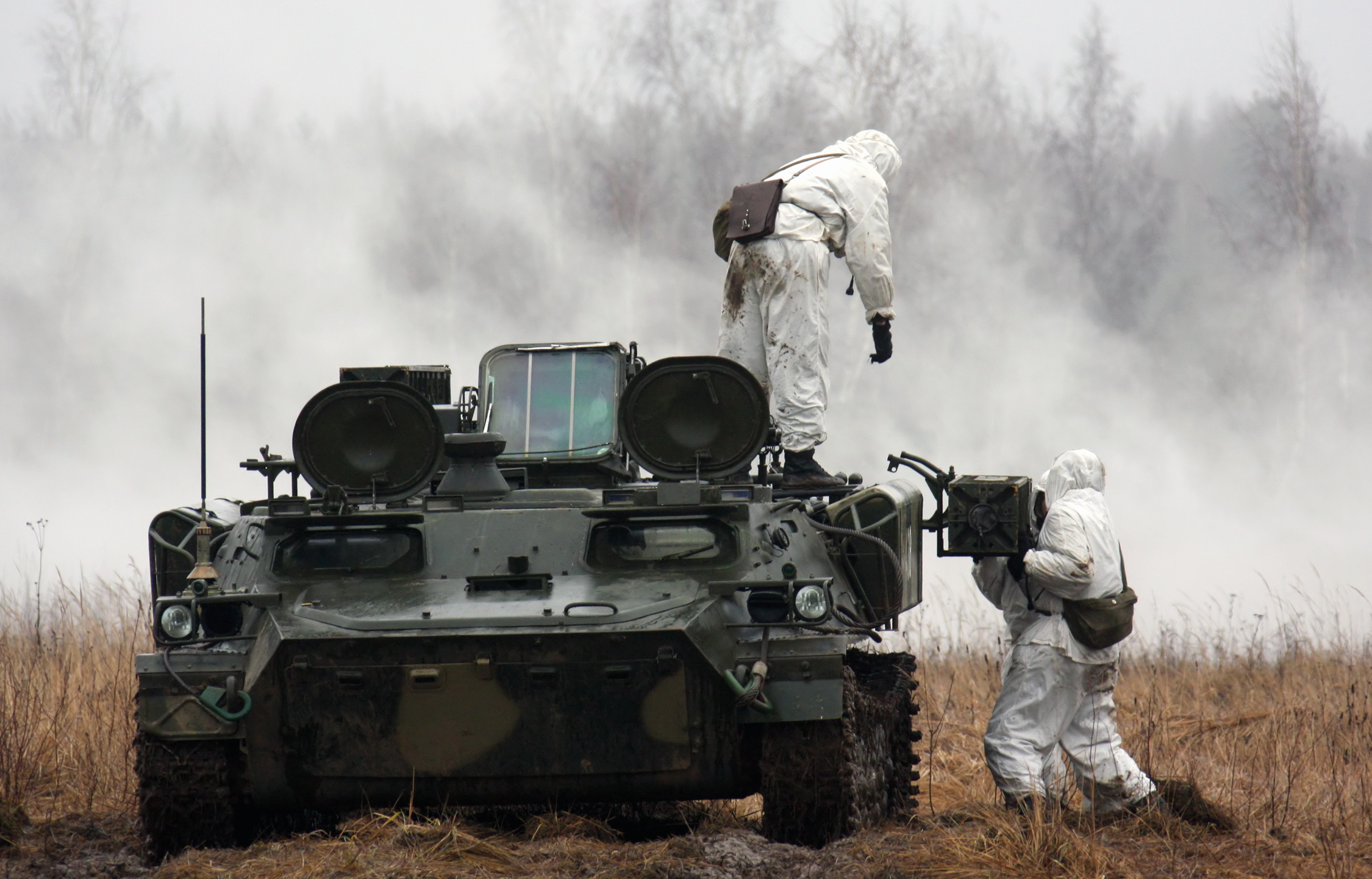
Raketen werden geladen
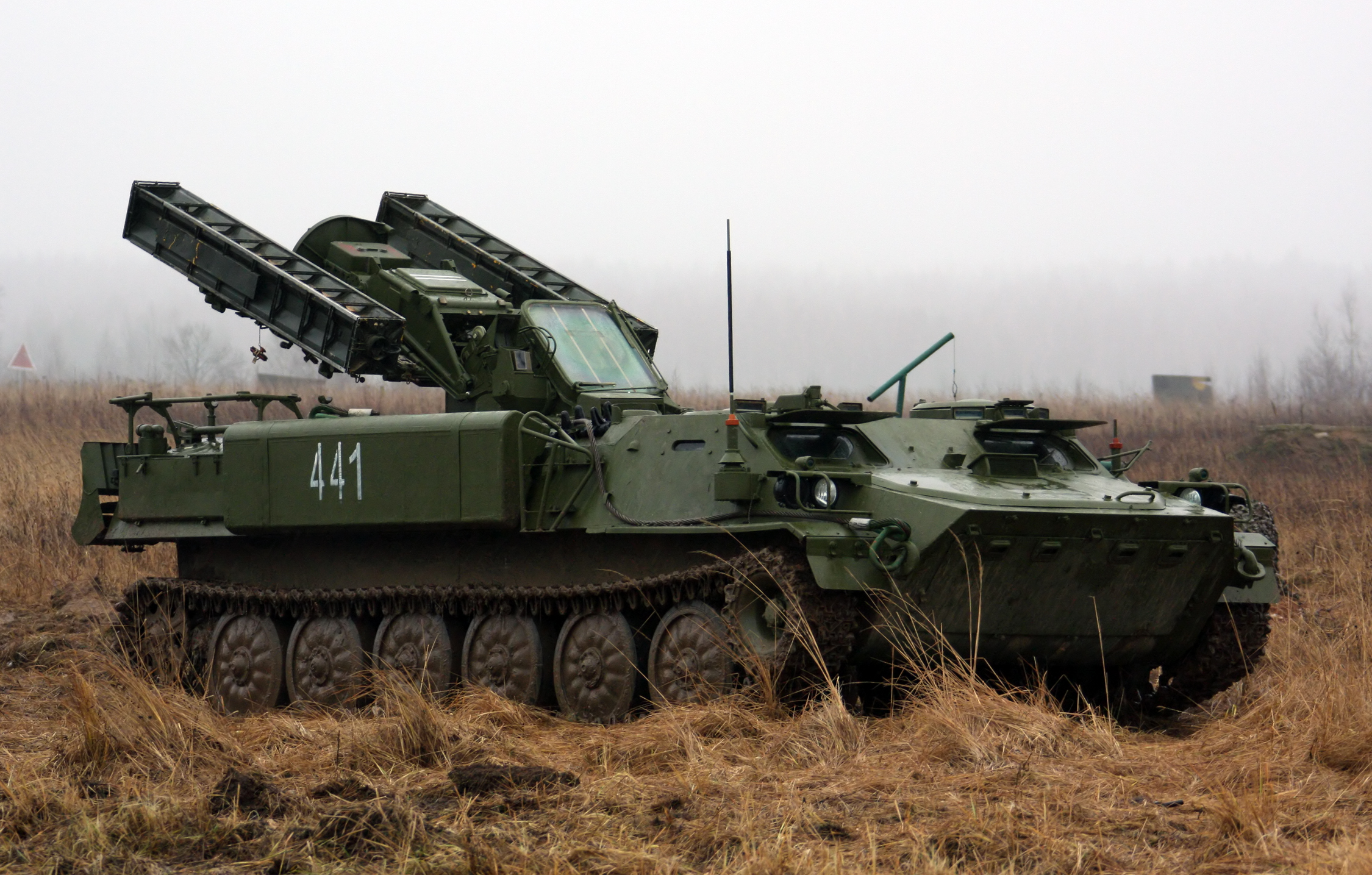
Die Waffenanlage nebst Radarantenne wird ausgefahren
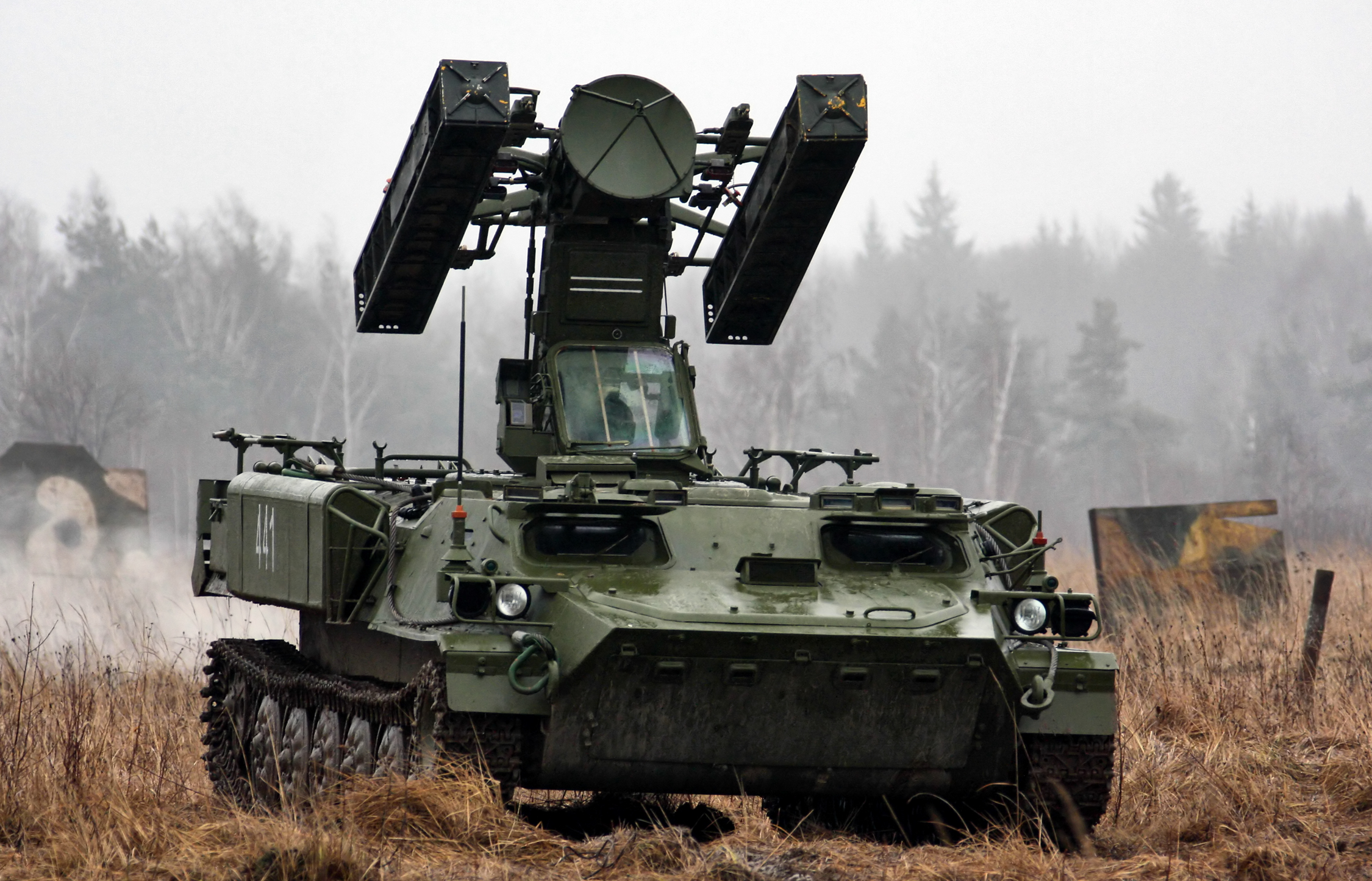
Einsatzbereites Fahrzeug

## Nutzerstaaten
Aktuelle Nutzer
- Aserbaidschan – Stand Januar 2018 befindet sich eine unbekannte Anzahl 9K35 im Dienst.[6]:183
- Bosnien und Herzegowina – Stand Januar 2018 befindet sich 1 9K35M3 im Dienst.[6]:87
- Georgien – Stand Januar 2018 befindet sich eine unbekannte Anzahl 9K35 im Dienst.[6]:187
- Indien – Stand Januar 2018 befinden sich 250 9K35 im Dienst.[6]:262
- Jordanien – Stand Januar 2018 befinden sich 92 9K35 im Dienst.[6]:343
- Kasachstan – Stand Januar 2018 befindet sich eine unbekannte Anzahl 9K35 im Dienst.[6]:189
- Kroatien – Stand Januar 2018 befinden sich 9 9K35 im Dienst.[6]:91
- Kuba – Stand Januar 2018 befinden sich 200 9K35 im Dienst.[6]:401
- Nordkorea – Stand Januar 2018 befindet sich eine unbekannte Anzahl 9K35 im Dienst der Luftwaffe.[6]:276
- Nordmazedonien – Stand Januar 2018 befinden sich 8 9K35 im Dienst.[6]:127

- Russland
Heer – Stand Januar 2018 befinden sich 400 9К35М3 im Dienst.[6]:194
Marineinfanterie – Stand Januar 2018 befindet sich eine unbekannte Anzahl 9K35 im Dienst.[6]:198
Luftlandetruppen – Stand Januar 2018 befinden sich 30 9K35MN im Dienst.[6]:200
- Syrien – Stand Januar 2018 befindet sich eine unbekannte Anzahl 9K35 im Dienst.[6]:362
- Serbien – Stand Januar 2018 befinden sich 5 9K35M im Dienst.[6]:143
- Slowakei – Stand Januar 2018 befinden sich 48 9K35 im Dienst.[6]:146
- Turkmenistan – Stand Januar 2018 befinden sich 13 9K35 im Dienst.[6]:208
- Ukraine – Stand Januar 2018 befindet sich eine unbekannte Anzahl 9K35 im Dienst.[6]:210
- Tschechien – Stand Januar 2018 befindet sich eine unbekannte Anzahl 9K35 im Dienst.[6]:95
- Belarus – Stand Januar 2018 befindet sich eine unbekannte Anzahl 9K35 im Dienst.[6]:186

Ehemalige Nutzer
- Afghanistan – Bis zum Januar 2018 außer Dienst gestellt.[6]:446
- Angola – Stand Januar 2018 nicht einsatzfähig.[6]:446
- Deutsche Demokratische Republik – 36 Strela-10 wurden nach der Wiedervereinigung aus den Beständen der Nationalen Volksarmee übernommen. Eine Einführung in die Bundeswehr erfolgte jedoch nicht.[7]

- Jemen – Bis zum Januar 2018 außer Dienst gestellt.[6]:370
- Libyen – Bis zum Januar 2018 außer Dienst gestellt.[6]:349